# Лонгиптеригиды
Лонгиптериги́ды (лат. Longipterygidae) — семейство энанциорнисовых птиц, обитавших во времена мелового периода на территории современного Китая. Все известные образцы найдены в формациях Цзюфотан и Исянь, которые датируются нижним аптом (125—120 млн лет).

## Описание

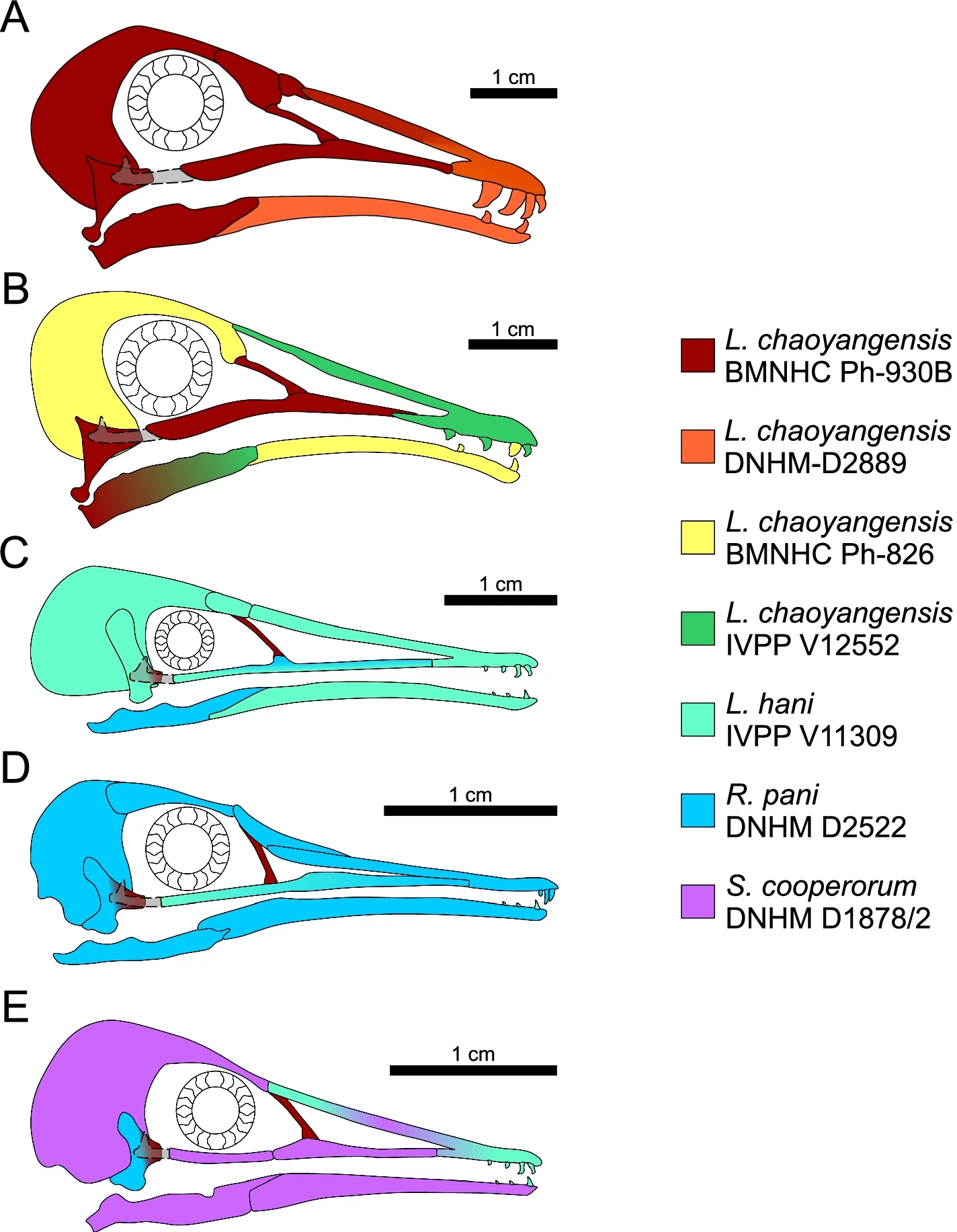
Черепа лонгиптерид Longipteryx (A и B), Longirostravis (C), Rapaxavis (D) и Shanweiniao (E)

Лонгиптеригиды характеризуются очень длинным зубастым клювом, который составлял более 60 % общей длины черепа. Местоположение зубов ограничено кончиками челюстей. Клюв был прямым; лишь слегка вогнутым за ноздрями, а кости кончика клюва были сплошными. Пигостиль был необычайно большим — длиннее, чем кость стопы. Ноги лонгиптеригид также отличались от ног представителей энанциорнисовых птиц. Если у большинства энанциорнисовых имелся длинный средний палец с цевкой, который простирался за пределы двух наружных, пальцы лонгиптеригид были длинными и прикреплялись к остальной части стопы на том же уровне. Эта конфигурация также встречается у некоторых групп современных птиц и обычно считается прогрессивной адаптацией. Вполне вероятно, что лонгиптеригиды жили в основном на деревьях. Поскольку их длинные челюсти, увенчанные большими, зачастую изогнутыми зубами, считаются предназначенными для ловли рыбы, вполне вероятно, что по экологии они были схожи с современными зимородковыми. Другие интерпретации способа их питания включают грязевое зондирование и извлечение насекомых из-под древесной коры.

## Систематика
Семейство Longipterygidae ввела в систематику группа китайских палеонтологов под руководством Ф. Чжана в 2001 году. Семейство включало единственный известный на тот момент вид Longipteryx chaoyangensis; само же семейство поместили в собственный отряд Longipterygiformes. Несмотря на то, что этот отряд никогда не был формально определён, филогенетическое определение семейству Longipterygidae дала доктор Джингмай О`Коннор в 2009 году. Она определила его как кладу, включающую Longipteryx, Longisrostravis, их последнего общего предка и всех их потомков.
Кладограмма ниже отражает результаты филогенетического анализа, проведённого О`Коннор, Гао и Кьяппе (2010a).
|  | Longipteryx                                                  |
|  |                                                              |
|  | Shanweiniao                                                  |
|  |                                                              |
|  | \| \| Rapaxavis \| \| \| \| \| \| Longirostravis \| \| \| \| |
|  |                                                              |
|  | Rapaxavis                                                    |
|  |                                                              |
|  | Longirostravis                                               |
|  |                                                              |

|  | Rapaxavis      |
|  |                |
|  | Longirostravis |
|  |                |

Более поздняя кладограмма, построенная в результате анализа, выполненного Ли и др. (2012), приведена ниже.
|  | Longipteryx |
|  |             |
|  | Shanweiniao |
|  |             |

|  | Longirostravis |
|  |                |
|  | Shengjingornis |
|  |                |

|  | Longipteryx |
|  |             |
|  | Shanweiniao |
|  |             |

|  | Longirostravis |
|  |                |
|  | Shengjingornis |
|  |                |